# Eiji Gaya
Eiji Gaya (jap. 賀谷 英司 Gaya Eiji; ur. 8 lutego 1969) – japoński piłkarz występujący na pozycji obrońcy.

## Kariera klubowa
Od 1987 do 2001 roku występował w klubach Kashima Antlers, Yokohama Marinos, Kyoto Purple Sanga i Vegalta Sendai.